# Bloom Tower
La Bloom Tower (芝浦アイランド〈ブルームタワー〉) est un gratte-ciel construit à Tokyo de 2006 à 2008 dans le district de Minato-ku. Il mesure 167 mètres de hauteur et abrite 1 100 logements pour une surface de planche de 96 836 m2.
La Bloom Tower fait partie du complexe Shibaura Island qui comprend également la Grove Tower, la Cape Tower et la Air Tower.
L'architecte est la société Shimizu Corporation.